# San Luis (Tolima)
San Luis es un municipio de Colombia, situado en el departamento de Tolima y dista de 46,6 km de Ibagué. Tiene constituido un corregimiento: Payandé.

## Historia
San Luis fue fundado el 9 de octubre de 1780 por Francisco Villanueva, Pedro Velásquez, Nicolás de Herrera y Luis Caicedo y Flórez. En este sitio fue habitado por aborígenes descendientes de los caribes, itaimas y jaguas de la tribu poingo, yoporongos, calarmas, lemayaes y panches. El primer español que llegó a la región fue Pedro de Alvarado en 1540, luego Diego Fernñandez de Bocanegra en 1570 y más tarde Juan de Borja en 1604, en 1700 José de Guzmán y Arce, llega con los primeros esclavos negros y más tarde el hacendado Luis Gutiérrez hace el montaje de una gran hacienda al parecer la de contreras que después pasa a ser propiedad de Luis Caicedo y Flórez, estableciendo ya en la región numerosas personas y así el crecimiento de un pueblo con el nombre de rincón de contreras al que más tarde se llamó San Luis.

## Geografía

### Límites municipales
San Luis está delimitado por los siguientes municipios:
| Noroeste: Rovira               | Norte: Ibagué (Río Coello) | Nordeste: Coello (Río Coello) y El Espinal |
| Oeste: Valle de San Juan       |                            | Este: Guamo                                |
| Suroeste: Ortega (Río Cucuana) | Sur: Ortega (Río Cucuana)  | Sureste: Saldaña (Río Saldaña)             |

## Sitios de interés
- Iglesia Santa Bárbara de Contreras (Vereda Contreras)
- Moyas del Poira (Vereda Tomin)
- Cascadas de Chicala (Payande)
- Balneadero puerto Amor (Salida a Ibagué)
- Mirador de Tomogo
- Mirador de la Cruz (San luis)
- Laguna de Río Viejo (san Luis)
- Parque de Bolívar (San Luis)
- Iglesia San luis gonzaga (San Luis)
- Domingo de Mercado (San Luis)
- Casa de la Cultura (San Luis)
- hotel campestre el rodeo

## Servicios públicos
- Energía Eléctrica: Celsia, es la empresa prestadora del servicio de energía eléctrica.
- Gas Natural: Alcanos de Colombia es la empresa distribuidora y comercializadora de gas natural en el municipio.